# Matthias Möhle

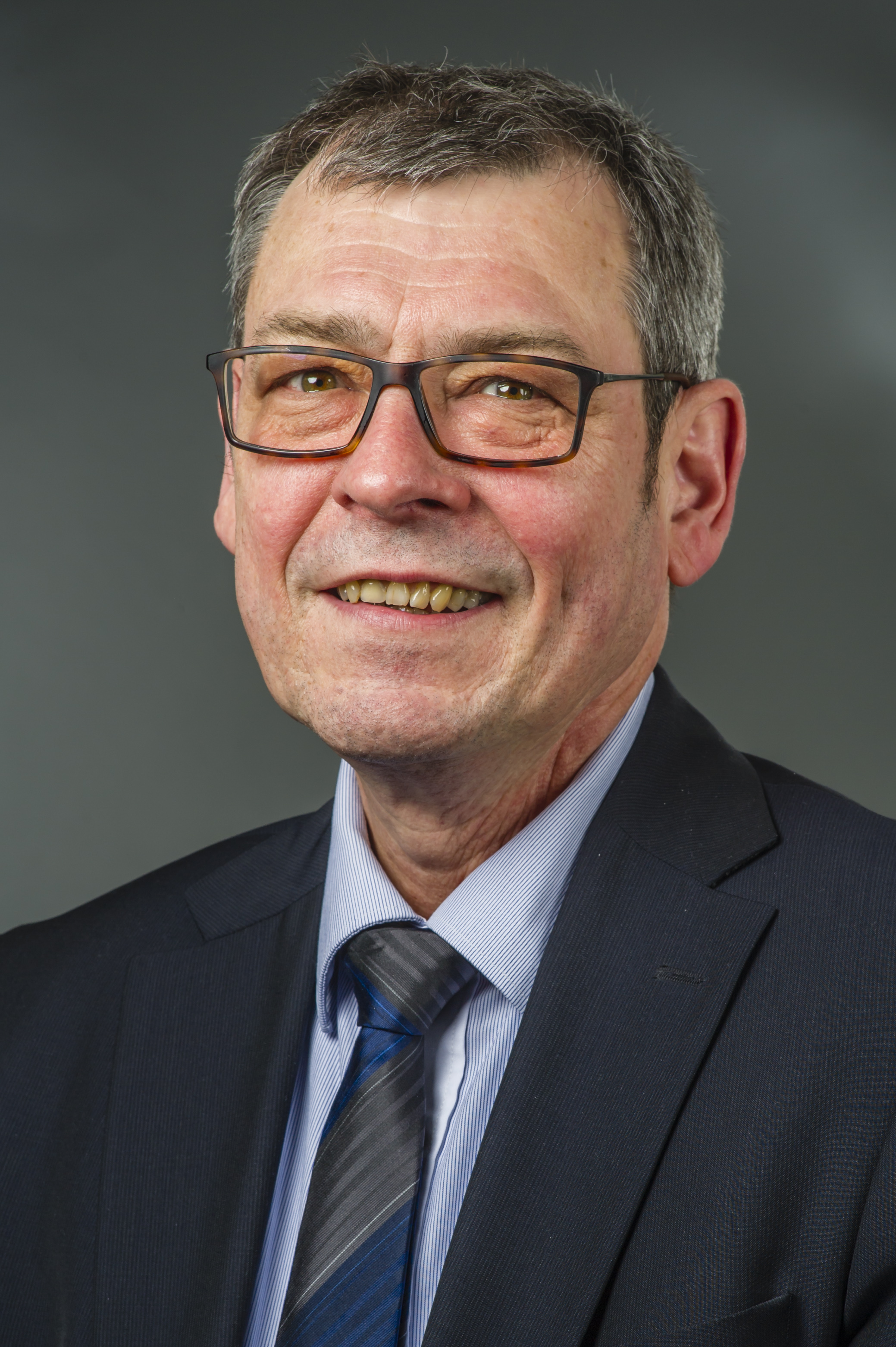
Matthias Möhle, 2018

Matthias Möhle (* 26. März 1959 in Peine) ist ein deutscher Politiker (SPD). Er war von Februar 2008 bis November 2022 Abgeordneter sowie von November 2021 bis November 2022 Vizepräsident des Niedersächsischen Landtags.

## Leben
Möhle begann nach dem Abitur 1979 ein Lehramtsstudium für Grund- und Hauptschulen in Braunschweig. 1983 eröffnete er ein Fachgeschäft für Musikinstrumente und Konferenztechnik (Musik-Kiste) in Peine. Von 1981 bis 2003 arbeitete er als Lehrer an verschiedenen Musikschulen. Von 2001 bis zum Einzug in den Landtag war Möhle pädagogischer Mitarbeiter einer Peiner Grundschule. Matthias Möhle ist verheiratet und Vater zweier Söhne. 2024 wurde er zum Präsidenten des Landesmusikrats Niedersachsen gewählt.

## Mitgliedschaften
Er ist Mitglied der Gewerkschaft Erziehung und Wissenschaft (GEW) und der AWO.

## Politik
Möhle trat im Jahr 1989 der SPD bei. Von 2001 bis 2013 war er Vorsitzender des SPD-Ortsvereins Peine-Kernstadt. Seit 1996 gehört er dem Kreistag des Landkreises Peine an, seit 2015 ist er stellvertretender Fraktionsvorsitzender und seit 2016 Unterbezirksvorsitzender sowie erster stellvertretender Landrat. Er ist außerdem Vorsitzender des Aufsichtsrates der Berufsbildungs- und Beschäftigungsgesellschaft (BBg) und der Peiner Entsorgungsgesellschaft (PEG). Bei den Landtagswahlen 2008, 2013 und 2017 zog er jeweils über ein Direktmandat im Wahlkreis 4 (Peine) in den Landtag von Niedersachsen ein.
Im Landtag war Möhle Vorsitzender des Ausschusses für Wissenschaft und Kultur und Mitglied des Kultusausschusses. Am 9. November 2021 wurde er als Nachfolger von Petra Emmerich-Kopatsch zum Vizepräsidenten des Landtages gewählt. Zur Landtagswahl 2022 trat er nicht wieder an.